# 백지헌
백지헌(2003년 4월 17일~)은 대한민국의 가수로, 걸그룹 fromis 9의 멤버이다.

## 생애
2017년 7월에는 엠넷에서 주관한 서바이벌 프로그램 《아이돌학교》에 출연하여 끝끝내 톱 후보군에 입상, fromis 9에 정식 합류했으며 2018년 1월 24일 가수로 데뷔했다.

## 학력
- 매안초등학교 (졸업)
- 순천승평중학교 (자퇴)
- 중학교 졸업학력 검정고시 (합격)
- 서울공연예술고등학교 연극영화과 (졸업)
- 서울여자대학교 아동학과 (재학)

## 출연작

### 예능
| 연도 | 방송사 | 제목       | 역할   |
| ---- | ------ | ---------- | ------ |
| 2017 | Mnet   | 아이돌학교 | 참가자 |